# Urbano Barberini (acteur)
Cet article concerne l'acteur. Pour le noble né en 1664 et mort en 1722, voir Urbano Barberini.
Urbano Barberini, né le 18 septembre 1961 à Rome (Latium), est un acteur italien.

## Biographie
Né de Donna Mirta Barberini Colonna di Sciarra (fille d'Urbano Barberini, 9e prince de Carbognano) et de Don Alberto Riario Sforza (fils du duc Don Giovanni Riario Sforza, prince d'Ardore) qui, par mariage, après adoption en 1961 par Donna Stefanella Barberini Colonna di Sciarra (1908-1999), avait ajouté le nom de Barberini Colonna di Sciarra au sien, Urbano Barberini est le patron du bailliage de San Sebastiano de la famille Barberini dans l'Ordre souverain militaire de Malte, une fonction instituée par le pape Urbain VIII en 1633 en faveur de la branche aînée de la famille Barberini.
Après s'être consacré, au début de sa carrière, essentiellement à des productions cinématographiques et télévisuelles, sous la direction de réalisateurs tels que Franco Zeffirelli, Dario Argento, Jerzy Skolimowski et Carlo Lizzani, entre autres, il fait ses débuts au théâtre en 1996, en interprétant le monologue Sulle spine de Daniele Falleri (it). Il entame ensuite une collaboration artistique de 20 ans avec l'actrice Franca Valeri, avec laquelle il a mis en scène de nombreux spectacles depuis 1997.

### Vie privée
En 2018, il a épousé Viviana Broglio, sa compagne de longue date, avec laquelle il a eu un fils, Maffeo.

## Filmographie

### Acteur de cinéma
- 1984 : Windsurf - Il vento nelle mani (it) de Claudio Risi
- 1985 : Le Diable sur les collines (Il diavolo sulla collina) de Vittorio Cottafavi
- 1985 : Démons de Lamberto Bava
- 1986 : La vita di scorta (it) de Piero Vida (it)
- 1986 : Otello de Franco Zeffirelli
- 1987 : Gor (en) de Fritz Kiersch
- 1987 : Terreur à l'opéra (Opera) de Dario Argento
- 1987 : Miss Arizona de Pál Sándor
- 1987 : Les Bannis de Gor (it) (Outlaw of Gor) de John Cardos
- 1989 : Il gatto nero (it) de Luigi Cozzi
- 1989 : Les Eaux printanières (Acque di primavera) de Jerzy Skolimowski
- 1989 : Rouge Venise d'Étienne Périer
- 1990 : Le Chemin du courage (en) (Courage Mountain) de Christopher Leitch
- 1991 : Strepitosamente... flop (it) de Pierfrancesco Campanella (it)
- 1996 : Ultimo bersaglio (it) de Andrea Frezza (it)
- 1996 : Mi fai un favore (it) de Giancarlo Scarchilli (it)
- 1997 : Embrasse-moi Pasqualino ! (Come mi vuoi) de Carmine Amoroso
- 1998 : Le 18e Ange (en) (The Eighteenth Angel) de William Bindley
- 1998 : Le complici (it) de Emanuela Piovano
- 1998 : Borderline de Giuseppe La Rosa
- 1999 : Milonga d'Emidio Greco
- 2002 : Il diario di Matilde Manzoni de Lino Capolicchio
- 2003 : Poco più di un anno fa de Marco Filiberti (it)
- 2004 : Signora (it) de Francesco Laudadio
- 2004 : Nel mio amore (it) de Susanna Tamaro
- 2005 : The Fine Art of Love de John Irvin
- 2006 : Casino Royale de Martin Campbell
- 2012 : Fantasmi al Valle de Ottavio Rosati
- 2019 : Roam Rome Mein (en) de Tannishtha Chatterjee (en)
- 2021 : Diabolik de Marco et Antonio Manetti
- 2022 : Diabolik: Ginko all'attacco de Marco et Antonio Manetti

### Acteur de télévision
- 1984 : Nata d'amore – mini-série
- 1986 : Brivido giallo de Lamberto Bava – mini-série
- 1990 : TECX – série télé, 13 épisodes
- 1992 : Strathblair – série télé
- 1993 : Les Épées de diamant – téléfilm
- 1995 : La Bible, épisode Moïse
- 1996 : Code Name: Wolverine – téléfilm
- 1997 : Linda e il brigadiere (it) – série télé
- 1999 : Les Montagnes bleues – téléfilm
- 1999 : Sturmzeit – mini-série
- 2000 : Le Syndrome de Stockholm (La vita cambia) de Gianluigi Calderone – téléfilm
- 2001 : Sophie, petite sœur de Sissi (Sophie - Sissis kleine Schwester) de Matthias Tiefenbacher – téléfilm
- 2001 : Una sola debole voce 2 – mini-série
- 2002 : Maria Josè, l'ultima regina – téléfilm
- 2002 : Il bello delle donne (it) – série télé
- 2008 : Zodiaco – mini-série
- 2008 : Don Zeno – L'uomo di Nomadelfia – mini-série
- 2011 : Cenerentola (it) de Christian Duguay – mini-série
- 2014 : Il peccato e la vergogna (it) – série télé
- 2015 : Il bosco (it) – série télé
- 2021 : Diamante (Dietro la notte) de Daniele Falleri – téléfilm
- 2023 : Anima gemella (it) de Francesco Miccichè (it) - série télé, 5 épisodes